# Gottfried Helnwein
Gottfried Helnwein (ur. 8 października 1948 r. w Wiedniu) – artysta pochodzenia austriacko-irlandzkiego. Uprawia kilka gałęzi sztuk, od tradycyjnego malarstwa, poprzez fotografię aż po performance.

## Życiorys
Helnwein studiował malarstwo na Akademii Sztuk Pięknych w Wiedniu (Akademie der Bildenden Künste, Wien). Skończył z wyróżnieniem (the Master-class prize), otrzymał również nagrody Kardinal-König prize oraz Theodor-Körner prize.
Jego wczesne prace to przede wszystkim hiperrealistyczne akwarele przedstawiające okaleczone dzieci; motyw ten był często wykorzystywany również w licznych perfomances w miejscach publicznych. Helnwein jest konceptualnym artystą; koncentruje się przede wszystkim na psychologicznych i socjologicznych aspektach niepokoju i lęku wśród społeczeństwa, które to z kolei wywodzą się z historycznych wydarzeń i politycznych dyskusji. W rezultacie jego prace często są postrzegane jako prowokacyjne i kontrowersyjne.
Helnwein studiował tradycyjne malarstwo i choć nadal maluje, w swoich pracach sięga również po różne techniki artystyczne, wykorzystując współczesną technikę i media, szczególnie w głośnych i kontrowersyjnych perfomances.
Uprawia również rysunek, freski, fotografię, rzeźbę oraz projektuje inscenizacje i kostiumy do wielu spektakli teatralnych, baletu czy opery, m.in. dla Staatsoper Hamburg, Volksbühne Berlin, Los Angeles Opera. Stworzył wiele dekoracji teatralnych dla takich twórców jak Maximilian Schell (Los Angeles Opera), Jürgen Flimm (Hamburgische Staatsoper), Hans Kresnik (Volksbühne Berlin, Staatstheater Stuttgart, Deutsches Schauspielhaus Hamburg), Gregor Seyffert (Robert Schumann-Festival, Düsseldorf) i Gert Hof (Hamletmaschine, d’Heiner Müller, Berlin, Monachium).
Obecnie mieszka i pracuje w Irlandii i w Los Angeles. Żonaty z Renate Helnwein, ma czwórkę dzieci: Cyril, Mercedes, Ali Elvis oraz Amadeus.
Ma wciąż liczne wystawy na całym świecie w galeriach, na ulicach i w renomowanych muzeach.

## Wybrane publikacje
The Child, Works by Gottfried Helnwein

One man exhibition 2004 San Francisco Fine Arts Museums

Robert Flynn Johnson, Harry S. Parker
- Robert Flynn Johnson, The Child, Works by Gottfried Helnwein
(ISBN 0-88401-112-7)

Helnwein, Monograph

Gottfried Helnwein, Retrospective 1997 State Russian Museum St. Petersburg

Alexander Borovsky, Curator for Contemporary Art, Klaus Honnef, Peter Selz, William Burroughs,
Heiner Müller, H.C. Artmann.
Alexander Borovsky, The Helnwein Passion
- Peter Selz, Helnwein – The Artist as Provocateur
Klaus Honnef, Helnwein – The Subversive Power of Art

(ISBN 3-930775-31-X), Koenemann, 1999 (ISBN 3-8290-1448-1)
Helnwein – Ninth November Night

The Documentary

Museum of Tolerance, Simon Wiesenthal Center, Los Angeles

Johnathon Keats, Simon Wiesenthal
Johnathon Keats, Helnwein, The Art of Humanity
Autoportraits. Les métamorphoses esthétiques du double

Der Untermensch, 2004, Edition Braus, Musée d’Art Moderne Strasbourg, Exposition particulière, 1986

Peter Gorsen Peter Gorsen, Musée d’Art Moderne Strasbourg, Expostion individuelle, 1986
Le nazisme dans l'œuvre d’Anselm Kiefer et Gottfried Helnwein

Université Paris I. Panthéon-Sorbonne, Galia Fischer
Mémoire de Maîtrise d’Histoire de l’art 2003
Galia Fischer, Le nazisme dans l'œuvre d’Anselm Kiefer et Gottfried Helnwein
Gottfried Helnwein – Rozmawiał i tłumaczył: Michał Szyksznian

Celebritarian.pl Gottfried Helnwein – Rozmawiał i tłumaczył: Michał Szyksznian
Gottfried Helnwein – l’horrible et le sublime
Benedikt Taschen Verlag 1992

Andreas Mäckler Andreas Mäckler, Gottfried Helnwein – l’horrible et le sublime